# Chenistonia maculata
Chenistonia maculata is een spinnensoort uit de familie Anamidae.
Chenistonia maculata werd in 1901 beschreven door Hogg.